# Cuerpo de Sears-Haack

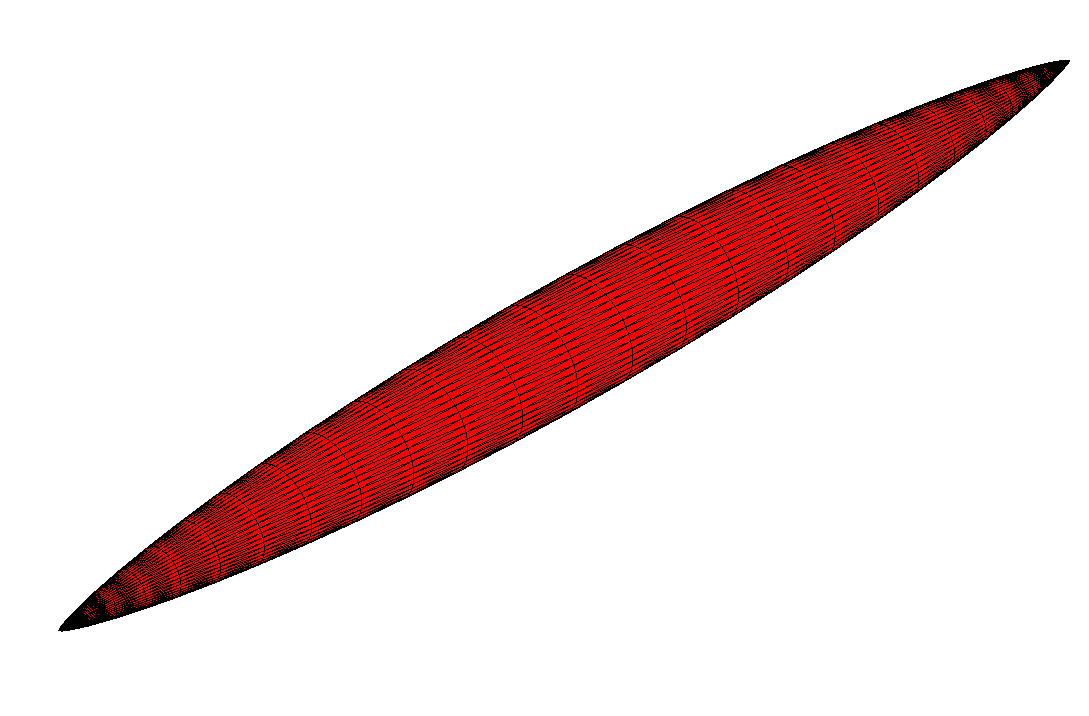
Cuerpo de Sears–Haack

El cuerpo de Sears-Haack es la forma de un sólido con la menor resistencia teórica en el  flujo supersónico, para una longitud corporal determinada y un volumen dado. El desarrollo matemático supone que el flujo es supersónico, es decir, de pequeña perturbación o flujo  linealizado, que se rige por la ecuación de Prandtl-Glauert. El desarrollo y la «forma» fueron publicadas independientemente por dos investigadores separados: Wolfgang Haack en 1941 y más tarde por William Sears en 1947.
La teoría indica que la resistencia aerodinámica es proporcional al cuadrado de la segunda derivada de la distribución del área. {\displaystyle D_{\text{wave}}\sim [S''(x)]^{2}} (ver expresión completa a continuación), por lo que para una resistencia aerodinámica baja es necesario que {\displaystyle S(x)} sea suave. Por lo tanto, el cuerpo de Sears-Haack tiene una en cada extremo y crece suavemente hasta un máximo y luego disminuye suavemente hacia el segundo punto.

## Fórmulas útiles
El área de sección transversal de un cuerpo Sears-Haack es
{\displaystyle S(x)={\frac {16V}{3L\pi }}[4x(1-x)]^{3/2}=\pi R_{\text{max}}^{2}[4x(1-x)]^{3/2},}
el volumen de un cuerpo Sears-Haack es
{\displaystyle V={\frac {3\pi ^{2}}{16}}R_{\text{max}}^{2}L,}
el radio de un cuerpo Sears-Haack es
{\displaystyle r(x)=R_{\text{max}}[4x(1-x)]^{3/4},}
la derivada (gradiente) es
{\displaystyle r'(x)=3R_{\text{max}}[4x(1-x)]^{-1/4}(1-2x),}
la segunda derivada es
{\displaystyle r''(x)=-3R_{\text{max}}\{[4x(1-x)]^{-5/4}(1-2x)^{2}+2[4x(1-x)]^{-1/4}\},}
donde:
| Símbolo                        | Nombre |
| ------------------------------ | --- |
| {\displaystyle x}              | Relación entre la distancia desde la nariz hasta la cola, es decir, la longitud total del cuerpo, relación que está siempre entre 0 y 1 |
| {\displaystyle r}              | Radio local |
| {\displaystyle R_{\text{max}}} | Radio en su máximo (se produce en el centro de la forma)                                                                                |
| {\displaystyle V}              | Volumen |
| {\displaystyle L}              | Longitud |

De la «teoría de los cuerpos delgado» se tiene que:[cita requerida]
{\displaystyle D_{\text{wave}}=-{\frac {1}{4\pi }}\rho U^{2}\int _{0}^{\ell }\int _{0}^{\ell }S''(x_{1})S''(x_{2})\ln |x_{1}-x_{2}|\mathrm {d} x_{1}\mathrm {d} x_{2},}
y alternativamente:
{\displaystyle D_{\text{wave}}=-{\frac {1}{2\pi }}\rho U^{2}\int _{0}^{\ell }S''(x)\mathrm {d} x\int _{0}^{x}S''(x_{1})\ln(x-x_{1})\mathrm {d} x_{1}.}
Estas fórmulas se pueden combinar para obtener lo siguiente:
{\displaystyle D_{\text{wave}}={\frac {64V^{2}}{\pi L^{4}}}\rho U^{2}={\frac {9\pi ^{3}R_{max}^{4}}{4L^{2}}}\rho U^{2},}
{\displaystyle C_{D_{\text{wave}}}={\frac {24V}{L^{3}}}={\frac {9\pi ^{2}R_{max}^{2}}{2L^{2}}},}
donde:
| Símbolo                         | Nombre                   |
| ------------------------------- | ------------------------ |
| {\displaystyle D_{\text{wave}}} | Resistencia aerodinámica |
| {\displaystyle \rho }           | Densidad del fluido      |
| {\displaystyle U}               | Velocidad                |

## Generalización de R.T. Jones
La consecución de la forma del cuerpo de Sears-Haack es correcta solo en el límite de un «cuerpo esbelto». La teoría se ha generalizado a formas delgadas pero «no axisimétricas» —no simétricas respecto al eje— por Robert T. Jones en NACA Report 1284. En esta expresión, el área {\displaystyle S(x)} se define como el cono de Mach cuyo vértice está en un lugar {\displaystyle x}, en vez de en el {\displaystyle x={\text{constant}}} del avión como lo asumieron Sears y Haack. Por lo tanto, la teoría de Jones hace que sea aplicable a formas más complejas como aeronaves supersónicas como un cuerpo completo.

## Regla de área
Un concepto relacionado superficialmente es la regla de área de Whitcomb , que establece que el arrastre de la onda debido al volumen en el flujo transónico depende principalmente de la distribución del área total de la sección transversal, y para el arrastre de onda baja esta distribución debe ser uniforme. Una idea errónea común es que el cuerpo de Sears-Haack tiene la distribución de área ideal de acuerdo con la regla de área, pero esto no es correcto. La ecuación de Prandtl-Glauert , que es el punto de partida en la derivación de la forma del cuerpo de Sears-Haack, no es válida en el flujo transónico, que es donde se aplica la regla de área .